# Wim van den Heuvel
Wim van den Heuvel (Amsterdam, 20 oktober 1928 – 2 maart 2025) was een Nederlands acteur.
Hij was zoon van Lutgerdina Koster en ambtenaar Jan van den Heuvel. Zijn moeder overleed in 1930, waarna vader hertrouwde met Elisabeth Dieuwertje Zwart.
Van den Heuvels interesse voor toneel kwam uit de filmwereld. Hij bezocht in zijn jeugd talloze films. Toen er een keer geen plaats voor hem was, liep hij langs de Stadsschouwburg, liep er naar binnen, bekeek toneelstukken en wendde zich tot de podiumkunst. Na de Toneelschool aan de Marnixstraat 150, waar hij in 1952 eindexamen deed, sloot Van den Heuvel zich aan bij het (jongeren)toneelgezelschap Puck. Vijf jaar later speelde hij in het tv-spel Cesare, naar het toneelstuk van Jan Fabricius, de boef Cesare Argento. Van den Heuvel kreeg bekendheid door zijn rol in de film Fanfare (1958), als politieagent Douwe die verliefd is op Marije (Ineke Brinkman). 
Hij speelde onder andere bij Ensemble, De Nederlandse Comedie, Toneelgroep Centrum, De Haagse Comedie en Het Nationale Toneel.
Van den Heuvel trouwde in 1955 met actrice Karin Haage die hij had leren kennen aan de Toneelschool (gingen samen naar Puck), en hertrouwde in 1972 met Guusje Westermann. Anders dan weleens wordt bericht, was hij geen familie van wijlen acteur André van den Heuvel.
Van den Heuvel overleed op 2 maart 2025 op 96-jarige leeftijd.

## Rollen
- Cesare - Cesare Aribaldo Argento (1958)
- Fanfare - Douwe (1958)
- De bloeiende perzik - Cham (1960)
- Claudia en David - Tony Anton (1960)
- De Huzaren - Pietro Lippi (1960)
- Spooksonate - Studente (1961)
- Kermis in de Regen - Hans van den Toorn (1962)
- Marguerite Gautier - Gaston Rieux (1963)
- Het Grote Begin - Simon Van (1963)
- De man, de vrouw en de moord - Kiki (1963)
- De Vlucht van de Duif - Tony Graham (1964)
- Romeo & Julia - Mercutio (1964)
- Ongewijde aarde (1967)
- Koning Bolo - Koning Bolo (1977)
- De schat - Mozes (1984)
- Medisch Centrum West - Meneer Klaassen (1990)
- Meeuwen - Rechercheur (1991)
- Pleidooi - Politierechter Kieboom (1993)
- Een spoor van blauw zand (1994)
- Alle kinderen de deur uit - Tobias van West (1994)
- Coverstory - Karel van Tellingen (1995)
- Flodder 3 - Zakenman (1995)
- 12 steden, 13 ongelukken - Opa Willem Gravemaker; afl. 'Nieuwe liefde'
- Minoes - Meneer Pastoor (2001)
- Bergen Binnen - Ricardo van den Oever (2003-2004)

## Gastrol
- Rikkel Nikkel de avonturen van een robot - Commandant (1962)
- Mik & Mak - Antonio Crascado de Toreador (1963)
- Herrie om Harrie - Arthur (1964)
- Uit de wereld van Roald Dahl - Arnold van Gelder (1975)
- Tijdschrift - Vader (1977)
- Mensen zoals jij en ik - Boer (1981), Politiechef (1983)
- Ha, die Pa! - Berend de Bruyn (Afl. Dorpspolitiek, 1992)
- Toen was geluk heel gewoon - Meneer van der Loos (1994)
- Vrienden voor het leven - Agent (1994)
- Flodder (aflevering Laatste Eer) - Man in Auto (1995)
- Unit 13 - Kunsteigenaar (1996)
- Russen - Opa (2001)
- All stars - De serie - Man bij de deur (2001)
- Hartslag - Mr. Krant (2004)
- Missie Warmoesstraat - Ds Van der Vaart (2004)
- Keyzer & de Boer advocaten - Vz. abdijrechtbank (Wraking, seizoen 2, aflevering 14, 2007)
- Voetbalvrouwen - Dokter Rosenbaum (2007)
- Flikken Maastricht - Dirk (2010)
- De co-assistent - Meneer van Leupen (2010)
- Dokter Tinus - Pieter Rood (2013)